# Joodse begraafplaatsen (Putte)
In het grensplaatsje Putte liggen drie Joodse begraafplaatsen.
Putte ligt deels in de Nederlandse provincie Noord-Brabant en deels in de Vlaamse provincie Antwerpen. De drie Joodse begraafplaatsen zijn genoemd naar de drie Joodse gemeenschappen in Antwerpen:
- Frechie stichting, Noordweg (51° 22′ 32″ NB, 4° 23′ 9″ OL)
- Machsike Hadass, Noordweg (51° 22′ 34″ NB, 4° 23′ 20″ OL)
- Shomre Hadass, Putseweg (51° 22′ 18″ NB, 4° 23′ 11″ OL)

Alle drie de begraafplaatsen liggen op Nederlands grondgebied in de gemeente Woensdrecht. Het totaal aantal begravenen is niet bekend, maar het zijn er tienduizenden. De begraafplaatsen zijn tezamen wel een hele straat lang en staan helemaal vol. Vanuit een vliegtuig op volle hoogte (ca. 10 km) zijn de drie begraafplaatsen nog goed te zien, zo groot zijn ze.
Putte vormde nooit een zelfstandige Joodse gemeenschap, maar viel onder Bergen op Zoom. Op de drie begraafplaatsen van Putte en op de Joodse begraafplaats van Bergen op Zoom zijn veel Belgische Joden begraven, omdat in België niet kan worden gegarandeerd dat een begraafplaats eeuwig bewaard kan blijven.